# برجهر (سياهو)
برجهر (بالفارسية: برجهر) هي قرية تقع في إيران في قسم سیاهو الريفي.